# Stanislav Bruder
Stanislav Bruder (4. září 1933 Praha – 19. června 2019) byl český filmový a televizní herec.

## Role
- 1989 Dobrodružství kriminalistiky (TV seriál)
- 1993 Arabela se vrací aneb Rumburak králem Říše pohádek (TV seriál)

a další...